# Златна фрула
Златна фрула је међуокружна смотра фрулаша и традиционално такмичење фрулаша из Пчињског и Јабланичког округа која се одржава јуна месеца у Врањској Бањи. Организатори смотре су Народни универзитет и Градска општина Врањска Бања.
Победници овог  предтакмичења учествују на манифестацији Сабор фрулаша „Ој Мораво” која се одржава у Прислоници код Чачка од 1988. године и окупља најбоље фрулаше из целе Србије и сврстан је у дванаест најзначајнијих манифестација у Србији.
Манифестација Златна фрула, као значајна за развој туризма на југу Србије представља и има за циљ бригу о корену и стаблу једног народа, а корен српског народа незамислив је без звука фруле.
Такмичење прати богат пратећи програм – изложба домаће радиности и старих заната, приказују се изложбе ручних радова и скулптура насталих у вајарској колонији, градитељи фрула, произвођача меда, воћних ракија и цвећа. Дружење и неговање традиционалног и савременог музицирања на свиралама – фрулама најпознатијих градитеља, уз такмичење за победника – “Златну фрулу” Међуокружне смотре фрулаша део су програма манифестације сваке године. Такмичари се такмиче у изворном свирању, и естрадном свирању, а као посебна награда одлази у руке такмичару из категорије такмичара до 12 година.